# Agonidae
Agonidae là danh pháp khoa học của một họ cá biển nhỏ, sống đáy vùng nước lạnh. Các tên gọi phổ biến trong tiếng Anh của chúng là poacher, alligatorfish, starsnout, hooknose, snailfish và rockhead.
Các loài cá này đáng chú ý vì có cơ thể thuôn dài được che phủ bằng các lớp vảy bị biến đổi thành các tấm xương, cũng như vì việc sử dụng các vây ức lớn của chúng để di chuyển thành từng đợt bật lên ngắn. Các vây chậu của chúng gần như chỉ ở dạng dấu vết, chủ yếu bao gồm một gai nhỏ và vài tia vây mềm. Chúng không có bong bóng.
Với chiều dài lên tới 42 xentimét (17 in) thì Percis japonica là loài lớn nhất trong họ Agonidae nghĩa hẹp, trong khi Bothragonus occidentalis trưởng thành chỉ dài 7 cm (2,8 in); phần lớn có chiều dài trong phạm vi 20–30 cm. Khi gộp cả Hemitripteridae và Hemilepidotus thì Hemitripterus bolini là loài lớn nhất, với chiều dài lên tới 73 xentimét (29 in).
Thức ăn chủ yếu của chúng là động vật giáp xác nhỏ và giun biển tìm thấy trên đáy. Một vài loài ngụy trang cơ thể bằng thủy tức, bọt biển hay rong biển. Chúng sống ở độ sâu tới 1.280 m (4.200 ft), với chỉ một vài loài ưa thích các vùng nước nông hơn ven bờ. Trừ một loài (Agonopsis asperoculis) ở tây nam Đại Tây Dương thì tất cả các loài còn lại đều sinh sống ở Bắc bán cầu.

## Hệ thống học
Theo truyền thống, Agonidae được xếp trong liên họ Cottoidea của phân bộ Cottoidei trong bộ Cá mù làn (Scorpaeniformes). Tuy nhiên, gần đây người ta coi nó thuộc cận bộ Cottales trong phân bộ Cottoidei của bộ Perciformes.
Phân tích phát sinh chủng loài của Smith & Busby năm 2014 cho thấy Hemilepidotus (6 loài) có quan hệ họ hàng gần với các loài Agonidae hơn là với các loài trong Cottidae. Bên cạnh đó, họ Hemitripteridae T. N. Gill, 1872 (3 chi, 8 loài) là cận ngành trong tương quan với Agonidae. Vì thế việc gộp Hemitripteridae và Hemilepidotus vào họ Agonidae là hợp lý.
Họ này chứa khoảng 46 loài trong 21 chi, một vài trong số đó là phổ biến khá rộng. Nếu cộng cả Hemitripteridae và Hemilepidotus thì nó chứa 60 loài trong 25 chi.

## Phân loại
Các phân họ và chi như liệt kê dưới đây:
- Phân họ Agoninae: 6 chi, 15 loài.
  - Agonopsis: 4 loài.
  - Agonus: 1 loài (Agonus cataphractus).
  - Freemanichthys: 1 loài (Freemanichthys thompsoni).
  - Leptagonus: 1 loài (Leptagonus decagonus).
  - Podothecus: 5 loài.
  - Sarritor: 3 loài.
- Phân họ Anoplagoninae: 2 chi, 4 loài.
  - Anoplagonus: 2 loài.
  - Aspidophoroides (gồm cả Ulcina): 2 loài.
- Phân họ Bathyagoninae: 3 chi, 9 loài.
  - Bathyagonus: 4 loài.
  - Odontopyxis: 1 loài (Odontopyxis trispinosa).
  - Xeneretmus: 4 loài.
- Phân họ Bothragoninae: 1 chi, 2 loài.
  - Bothragonus: 2 loài.
- Phân họ Brachyopsinae: 6 chi, 9 loài.
  - Brachyopsis: 1 loài (Brachyopsis segaliensis).
  - Chesnonia: 1 loài (Chesnonia verrucosa).
  - Occella: 4 loài.
  - Pallasina: 1 loài (Pallasina barbata).
  - Stellerina: 1 loài (Stellerina xyosterna).
  - Tilesina: 1 loài (Tilesina gibbosa).
- Phân họ Hypsagoninae: 3 chi, 7 loài.
  - Agonomalus: 3 loài.
  - Hypsagonus: 2 loài.
  - Percis: 2 loài.

### Chuyển từ họ khác
- Cottidae
  - Hemilepidotus: 6 loài.
- Hemitripteridae
  - Blepsias: 2 loài.
  - Hemitripterus: 3 loài.
  - Nautichthys: 3 loài.